# Cooloola
Cooloola is een geslacht van rechtvleugeligen uit de familie Cooloolidae. De wetenschappelijke naam van dit geslacht is voor het eerst geldig gepubliceerd in 1980 door Rentz.

## Soorten
Het geslacht Cooloola omvat de volgende soorten:
- Cooloola dingo Rentz, 1986
- Cooloola pearsoni Rentz, 1999
- Cooloola propator Rentz, 1980
- Cooloola ziljan Rentz, 1986